# فرمانده نیروهای دفاعی استونی
فرمانده نیروهای دفاعی استونی (انگلیسی: Commander of the Estonian Defence Forces) بالاترین رتبه فرماندهی نیروهای دفاعی استونی و سازمان‌های دفاع ملی است.

## فهرست فرماندهی نیروهای دفاعی
| ر.                                            | تصویر              | فرمانده نیروهای دفاعی                    | آغاز تصدی                                 | پایان تصدی                              | طول دوران                                                 | Defence branch          |
| --------------------------------------------- | ------------------ | ---------------------------------------- | ----------------------------------------- | --------------------------------------- | --------------------------------------------------------- | ----------------------- |
| ۱                                             | یوهان لایدونر      | ارتشبد یوهان لایدونر (۱۹۵۳–۱۸۸۴)         | ۲۳ دسامبر ۱۹۱۸ ۱ دسامبر ۱۹۲۴ ۱۲ مارس ۱۹۳۴ | ۲۶ مارس ۱۹۲0 ۸ ژانویه ۱۹۲۵ ۲۲ ژوئن ۱۹۴۰ | ۱ سال، ۹۴ روز۳۸ روز۶ سال، ۱۰۲ روزTotal: 7 years, 234 days | نیروی زمینی استونی      |
| ۲                                             | Gustav Jonson      | سرلشکر Gustav Jonson (۱۹۴۲–۱۸۸۰)         | ۲۲ ژوئن ۱۹۴۰                              | ۳ سپتامبر ۱۹۴۰                          | ۷۳ روز                                                    | نیروی زمینی استونی      |
| Vacant اشغال کشورهای بالتیک توسط شوروی (۱۹۴۰) |                    |                                          |                                           |                                         |                                                           |                         |
| ۳                                             | Jaan Maide         | سرلشکر Jaan Maide (۱۹۴۵–۱۸۹۶)            | ۱۸ سپتامبر ۱۹۴۴                           | ۲۴ اکتبر ۱۹۴۴                           | ۳۶ روز                                                    | نیروی زمینی استونی      |
| Vacant Soviet rule                            |                    |                                          |                                           |                                         |                                                           |                         |
| ۴                                             | Aleksander Einseln | ارتشبد Aleksander Einseln (۲۰۱۷–۱۹۳۱)    | ۱ مه ۱۹۹۳                                 | ۴ دسامبر ۱۹۹۵                           | ۲ سال، ۲۱۷ روز                                            | نیروی زمینی استونی      |
| ۵                                             | یوهانس کرت         | سپهبد یوهانس کرت (۲۰۲۱–۱۹۵۹)             | ۲۳ ژانویه ۱۹۹۶                            | ۳۰ ژوئن ۲۰۰۰                            | ۴ سال، ۱۵۹ روز                                            | نیروهای دفاع ملی استونی |
| -                                             | Aarne Ermus        | سرهنگ دوم Aarne Ermus (زادهٔ ۱۹۶۶) سرپرست | ۳۰ ژوئن ۲۰۰۰                              | ۲۱ سپتامبر ۲۰۰۰                         | ۸۳ روز                                                    | نیروی زمینی استونی      |
| ۶                                             | تارمو کوتس         | Vice Admiral تارمو کوتس (زادهٔ ۱۹۵۳)      | ۲۱ سپتامبر ۲۰۰۰                           | ۱۴ نوامبر ۲۰۰۶                          | ۶ سال، ۵۴ روز                                             | Border Guard            |
| ۷                                             | آنتس لانئوتس       | ارتشبد آنتس لانئوتس (زادهٔ ۱۹۴۸)          | ۵ دسامبر ۲۰۰۶                             | ۵ دسامبر ۲۰۱۱                           | ۵ سال، ۰ روز                                              | نیروی زمینی استونی      |
| ۸                                             | ریهو تراس          | ارتشبد ریهو تراس (زادهٔ ۱۹۶۷)             | ۵ دسامبر ۲۰۱۱                             | ۵ دسامبر ۲۰۱۸                           | ۷ سال، ۰ روز                                              | نیروی زمینی استونی      |
| ۹                                             | مارتین هرم         | سپهبد مارتین هرم (زادهٔ ۱۹۷۳)             | ۵ دسامبر ۲۰۱۸                             | تاکنون                                  | ۶ سال، ۹۸ روز                                             | نیروی زمینی استونی      |